# Anatoli Khorozov
Temple de la renommée de l'IIHF : 2006
Anatoli Khorozov, né le 25 juin 1925 à Korsoun-Chevtchenkivskyï et mort le 27 septembre 2011 à Kiev, est un dirigeant de hockey sur glace et directeur d'hôtel ukrainien. Considéré comme le « père » du hockey sur glace ukrainien, il a dirigé la fédération nationale de 1965 à 1997, avant de devenir président honoraire par la suite.
Il a été blessé lors de la Seconde Guerre mondiale. Il participa au développement du hockey sur glace en Ukraine. Il participa également aux premier succès du HK Sokol Kiev dont la notable troisième place du championnat d'Union soviétique en 1985.
Il a intégré le Temple de la renommée de l'IIHF en 2006 en tant que « bâtisseur ». Il est le seul ukrainien à avoir reçu cet honneur.